# Serge Gainsbourg
Serge Gainsbourg, eredeti nevén Lucien Ginsburg (Párizs, 1928. április 2. – Párizs, 1991. március 2.) César-díjas francia költő, zeneszerző, énekes, színész, filmrendező.
Az elátkozott költő és provokátor szerepét magára öltő művész egyike volt kora legtermékenyebb énekes-dalszerzőinek, aki minden zenei stílust kipróbált, de belekóstolt a filmkészítésbe és az irodalomba is. Számos film, videóklip, és több mint negyven filmzene szerzője.

## Életrajza

### Gyermekkora
Orosz zsidó család gyermeke. Szülei, Joseph és Olechka Ginsburg 1919-ben, a bolsevikok elől menekülve hagyták el Szovjet-Oroszországot és mentek Konstantinápolyon keresztül Marseille-be, majd Párizsba. Joseph bárokban és kabarékban zongorázott. A család első gyermeke, Marcel nagyon korán meghalt. 1927-ben született az idősebb nővér, Jacqueline, majd 1928-ban a kétpetéjű ikrek, Liliane és Lucien Ginsburg.
A kis Lucien gyermekkorát Párizs szegénynegyedeiben töltötte. Apja megtanította zongorázni és a klasszikus zene, valamint a festőművészet világa felé terelgette.
A háború éveit nehezen élte meg: vidékre került, sárga csillagot kellett viselnie („seriffcsillagot” – mondta később viccelődve). Több napon át egy erdőben kényszerült meghúzni magát, miközben az SS gyűjtötte be a zsidókat.
Visszatérve Párizsba a kis család az előkelő 16. kerületben telepedett le. Az egyre fegyelmezetlenebb Lucient sorozatos iskolai kudarcok érték, nem sokkal az érettségi előtt abba is hagyta a tanulást. Beiratkozott a Képzőművészeti Főiskolára, hogy építészetet tanuljon, azonban a magasabb szintű matematikai tanulmányok elkedvetlenítették, ezért a főiskolát is otthagyta. Ekkor találkozott későbbi első feleségével, Élisabeth Levitsky-vel, aki összehozta őt a szürrealistákkal.
Az 1948. év fontos dátum az éppen sorkatonai szolgálatát teljesítő, géppuskás lövész Lucien életében: egy engedély nélküli eltávozás miatt ugyanis sötétzárkát kapott. Ekkor kezdődött az eltávozástól megfosztott művész életében az alkoholizáló időszak – ezredbéli bajtársaival rendszeresen lerészegedett.

### Találkozás Boris Viannal
Harmincéves koráig kisebb munkákból élt. Volt rajztanár, énektanár, nevelőtanár. Fő tevékenysége azonban a festőművészet volt. Festőzseni szeretett volna lenni, mint Francis Bacon ír festő vagy Fernand Léger, akinek diákja volt, de hamar otthagyta a bohémvilágot, hogy nevet és keresztnevet váltva („a Lucien olyan fodrászfiús…” – mondta) a Deauville-környéki kaszinókban és olyan híres párizsi éjszakai mulatókban zongorázzon, mint a Madame Arthur.
Rendkívüli hatással volt rá a különc, cinikus Boris Viannal való találkozás, aki provokáló szövegeket írt és adott elő, csikorgatta fogait, és egyáltalán: merőben különbözött az akkori sztárénekesektől, Dario Morenótól vagy Annie Cordytól.
1957-ben Michel Arnaud énekesnő szinte véletlenül, nagy meglepetéssel fedezte fel Gainsbourg műveit, aki gitáron kísérte énekkörútján a Milord l'Arsouille bárban, ahol egyébként fennmaradó idejében Gainsbourg hangulatzenét szolgáltatva zongorázgatott. Rávette, hogy adja is elő saját dalait az éjszakai mulatóban. Egyébként ő lett az első előadóművész, aki 1958-tól Gainsbourg-dalokat énekelt lemezre, olyan provokatív címekkel, mint Az őrült szerelem receptje, Fiatal nők és öreg urak, vagy Egyesek nője mások teste alatt.
Gainsbourg ekkor esett át a tűzkeresztségen: számos dalt komponált, sőt, még egy zenés revüt is összeállított. Ezidőtájt vált féktelen nőcsábásszá, nagy számban hódította meg őket, elhagyta első feleségét, akitől hat év házasság után, 1957-ben hivatalosan is elvált.
Első albuma – rajta a később befutott Le Poinçonneur des Lilas című dallal – feltűnést keltett ugyan, de üzleti katasztrófának bizonyult. Marcel Aymé író azt mondta róla, hogy dalai „egy hatósági jegyzőkönyv ridegségével bírnak”. Ugyanakkor mestere, Boris Vian – nem sokkal 1959-ben bekövetkezett halála előtt – az amerikai Cole Porter zeneszerzőhöz hasonlította.
A „jeje-korszak” beköszöntével, 32 évesen, nem igazán érezte jól magát: Jacques Brel vagy Juliette Gréco koncertjeinek előénekese volt, azonban a közönség elutasította, keményen kritizálta, s közben elálló fülein és nagy orrán gúnyolódott.
Ekkortájban találkozott Bacsik Elekkel és Michel Gaudry-val. Kérésükre egy nagyon modern, dzsesszes lemezt készített velük, Gainsbourg Confidentiel címmel. A lemez nagyon tetszett ugyan Gainsbourg-nak, de tudta: a várva várt kirobbanó sikerhez nem elegendő. Már a stúdióból kijövet így kommentálta az ügyet: „Belevetem magam az élelmiszeriparba és veszek magamnak egy Rolls-t." A hozzáértők szerint legjobb Gainsbourg-lemezből mindössze 1500 példány kelt el.

### Eurovíziós siker
Első sikereit Juliette Gréco és Petula Clark számára írt dalokkal érte el, azonban a fiatal közönséget Françoise Hardy-val (Comment te dire adieu) és főleg France Gall-lal sikerült meghódítania. 1965-ben ugyanis France Gall nyerte el az Eurovíziós Dalfesztivál nagydíját, miután a számára javasolt tíz dalból a Viaszbaba (Poupée de cire, poupée de son) címűt választotta. A győztes dal világsláger lett, France Gall még japánul is lemezre énekelte. Gainsbourg sikerei 1966-ban is folytatódtak a Baby pop és főként a Les sucettes (A nyalókák) című dalokkal.
1967-ben rövid, de annál forróbb kapcsolatot tartott fenn Brigitte Bardot-val, akihez Initials B.B. című dalát címezte.
1968-ban a Slogan című film forgatásán találkozott Jane Birkin angol színésznővel, akit a következő évben feleségül vett, és akivel újabb dalokat adott elő: a Je t'aime… moi non plus (Szeretlek, én se – hazánkban többnyire csak Je t'aime-ként ismert), valamint a 69 année érotique (69, erotikus év) – annak ellenére, hogy nagyon sok országban indexre tették – világsikert arattak.
Az elkövetkező tíz évben mindketten rengeteget forgattak, de Gainsbourg és Birkin sokat szerepelt együtt a médiában is: egyfajta „francia Lennon – Yoko Ono páros” lettek.
Az 1970-es éveket négy sikeres album fémjelzi: 1971-ben az Histoire de Melody Nelson (Melody Nelson története), 1973-ban a Vu de l'extérieur (Kívülről nézve), 1975-ben a Rock around the bunker (Rock a bunker körül), valamint 1976-ban a L'Homme à tête de chou (A káposztafejű ember). Annak ellenére, hogy ezek az albumok csak szerény kereskedelmi sikert hoztak (a legtöbb 30000 példányban kelt el), szerzőjüket a francia sanzon élenjárói közé emelték.
A korabeli sajtó szerint a Melody Nelson „a pop-korszak első igazi szimfonikus költeménye”.
1973 májusában Serge Gainsbourg szívrohamot kapott. Ennek ellenére tovább ivott és dohányzott: hű maradt ahhoz a személyiséghez, amivé éppen e magatartásával vált.
A Vu de l'extérieur album tartalmaz egy slágert: Je suis venu te dire que je m'en vais (Jöttem megmondani, hogy elmegyek), valamint egy „szellentésmániás költeményt” (szó szerint, mivel a felvétel tele van szellentéssel), mely későbbi regényének témáját és címét viseli: Evguénie Sokolov.
A Rock around the bunker albummal az öngúnyt (a német megszállás zsidóellenes törvényei miatt rejtőzködnie kellett) és a provokációt végsőkig fokozta: náci esztétikummal és díszekkel visszaélve heccelődött. A Londonban felvett album lejátszását egyhangúlag tagadták meg a rádióállomások, melyek ebben a Boris Vian-módra készült tréfában csak botrányos provokációt láttak olyan címekkel, mint Nazi rock (Náci rock) vagy Tata teutonne (Teuton homokos). Ennek ellenére az album az 1980-as évek végére aranylemez lett.

### Marseillaise reggae-módra
Filmzenék írására kérték fel. Szívesen hagyott fel a forgatással egészen 1979-ig, amikor is a „reggae-szószos” Marseillaise revünek köszönhetően – egy-két botrányos előadást követően – a közönség végül is kibékült vele. A revüben Bob Marley kóristái és Peter Tosh zenészei működtek közre.
Szólólemezei mindenekelőtt a dzsessz és az afrokubán ritmusok felé kacsintgattak, ilyen az elaprózott, merész rímeket tartalmazó híres „Gainsbourg Percussions”. Művészi kultikus kisugárzását számos filmszerepével tartotta fenn. Nem volt igazán szerencséje: annak ellenére, hogy tehetséges színésznek tartották, jelentősebb filmekben nem kapott szerepet.
1976-ban kóstolt bele első ízben a filmrendezésbe. Filmje, a tabutémának tartott homoszexualitást és erotikát érintő Je t'aime moi non plus nagyon gyorsan elhíresült. Három másik filmje is készült: 1983-ban az Équateur, 1986-ban a Charlotte for ever, végül 1990-ben a Stan the flasher. Filmjei nem voltak igazán sikeresek, mivel az érintett témák minden esetben provokatívak: vérfertőzés (Charlotte for ever), pedofília és exhibicionizmus (Stan the flasher) vagy homoszexualitás…
Közben olyan slágereket komponált, mint a L'Ami Caouette, de főként a híres, sötét világú L'Homme à tête de chou (A káposztafejű ember), benne pedig a Variations sur Marilou (Marilou-variációk). 1979-ben a Bijou francia rockegyüttessel fellépve, Gainsbourg elsírta magát a színpadon: az érzékenységnek ezt a fokát a fiatal közönség hatalmas ovációval fogadta.
Kingstonban (Jamaica) felvett új albuma néhány hónap alatt platinalemez lett. A Marseillaise reggae-változatával sokkolta a közönséget; a strasbourgi koncerttermet, ahol az album bemutatóját tartotta volna, katonák dúlták fel (akkora volt a káosz, hogy a fekete zenészek nem mertek színpadra lépni), azonban ez az eset sem akadályozhatta meg, hogy Serge ne tegyen diadalmas körutat reggae-társulatával, a neves Sly and Robbie-val, Bob Marley énekestársulata, az I Threes kíséretében.

### „Gainsbarre”
Bárok, ivászatok, éjszakai dorbézolások, teljesen legyengült fizikum… „Gainsbarre” – Serge rosszabbik énje – egyre gyakrabban lépett Gainsbourg helyébe, aki már a televíziós fellépéseken is ittasan jelent meg. A rosszul borotvált, részeges, elátkozott költő szerepét öltötte magára. A botrányhős-zseni egyszerre undorította és késztette csodálatra az embereket. Tizenkét év együttlét után Jane Birkin nem bírta tovább, 1980-ban elhagyta.
Gainsbourg megírta újabb reggae-albumát, Friedrich Nietzsche Ecce Homo művének szövegét felhasználva.
Találkozott Bambou-val (Caroline Von Paulus), legújabb múzsájával, akit feleségül vett, és akinek – Gainsbourg mániája már csak ilyen – azonnal dalokat írt. Elénekeltetett vele néhány dalt, azonban azok nem találtak visszhangra (Made in China album – 1989).
Ezután New Yorkba utazott, ahol két nagylemezének, a Love on the Beat és You're under arrest anyagát vette fel. A reggae után a hiphop és a funk iránt érdeklődött. A lemezbemutató koncert hosszú heteken át tartott teltház előtt a Casino de Paris színpadán.
Teljes életműve egy CD-csomagban jelent meg olyan, ma már szinte fellelhetetlen felvételekkel, amelyekért a gyűjtők aranyárban fizettek, azonban a csomag nem tartalmazta a más énekeseknek írt dalokat.
Az időközben egyik májlebenyét elvesztő Serge Gainsbourg közvetlen halálát ötödik szívrohama okozta. 1991. március 7-i temetésén – családtagjain kívül – nagyon sok híres személyiség jelent meg, többek között Catherine Deneuve, Isabelle Adjani, Patrice Chéreau, Renaud, Johnny Hallyday, és két volt kulturális miniszter: Jack Lang és Catherine Tasca. A párizsi Montparnasse temetőben található, szüleivel közös sírja Jean-Paul Sartre – Simone de Beauvoir írópáros és Charles Baudelaire költő sírjával együtt a leglátogatottabbak közé tartozik. A sírt elborítják a virágok és különféle tárgyak: fényképek, káposzta (az album címére utalva), üzenőcédulák, metrójegyek stb. François Mitterrand francia köztársasági elnök mondta róla: „Ő volt a mi Baudelaire-ünk, vagy Apollinaire-ünk… A művészetek szintjére emelte a dalt.” Párizsi otthonának, a jól ismert 5bis rue de Verneuil alatt lévő házának falát ma is graffitik és versek borítják.

## Családja
Serge Gainsbourg Charlotte Gainsbourg színésznő apja, aki a Jane Birkin színésznő-énekesnővel kötött házasságából született. Serge vele adta elő 1984-ben a Love on the beat című album Lemon Incest dalát.
További két gyermeke (Natacha és Paul) a második, Françoise Pancrazzival, a 60-as években közel 10 évig tartó együttlétből (ebből öt év házasság), míg Lucien (Lulu) a Bambou-val való kapcsolatából született.

## Zenei hatása
Serge Gainsbourg nagy befolyással volt a francia könnyűzenére. Nem félt műveit a legkülönbözőbb zenei irányzatokkal és műfajokkal vegyíteni, és ezzel népszerűsíteni azokat Franciaországban. Ilyen volt:
- a reggae, az Aux armes et caetera… album, majd a Mauvaises nouvelles des étoiles nagylemez, melyet Kingstonban (Jamaica) rögzített;
- a rap, a You're under arrest című album;
- a latin (afrokubán) zene, többek között a Couleur café nagylemezzel;
- a dzsessz;
- a progresszív rock, Melody Nelson album;
- a klasszikus zene, mivel több számát is klasszikus zenei téma ihlette, például a Lemon Incest vagy a Ma Lou Marylou című dalokat.

A polgárpukkasztó Gainbourgtól természetes volt, hogy műsorára tűzte Seress Rezső Szomorú vasárnap című dalát – igaz, a 30-as években született francia szöveget némileg átírta, az előadás pedig tükrözte egyéni előadói stílusát.
A 21. század elején elmondható, hogy Gainsbourg szellemi kisugárzása folyamatosan jelen van, és jelentős hatása van a francia könnyűzenére. Számos Franciaországban fellépő énekes referenciaként tartja őt számon, egyes rapperek is, mint Stomy Bugsy és MC Solaar. Nemzetközi téren is ismert: dalait feldolgozta például a Massive Attack, a Karmacoma (Portishead experience) című lemezén, vagy Jennifer Charles az Elysian Fields Gainsbourg-dalokat tartalmazó albumán. A 2006 márciusában megjelent Monsieur Gainsbourg revisited című albumon Boris Bergman 14 angol nyelvű adaptációt készített olyan előadókkal, mint Franz Ferdinand, Portishead, Jarvis Cocker, Kid Loco, Gonzales, Feist, Tricky…
Serge Gainsbourg számos előadóművész számára írt dalokat, melyeket egyedül vagy vele duettben énekeltek el, többek között:
- Isabelle Adjani: Pull Marine
- Isabelle Aubret: Il n'y a plus d'abonné au numéro que vous avez demandé
- Brigitte Bardot: Bonnie and Clyde, Harley Davidson
- Jane Birkin: felesége és múzsája
- Petula Clark: La Gadoue
- Dalida: Je préfère naturellement
- Mireille Darc: La Cavaleuse
- Catherine Deneuve: Dieu est un fumeur de havanes
- France Gall: Poupée de cire, poupée de son, Les Sucettes
- Juliette Gréco: Accordéon
- Françoise Hardy: Comment te dire adieu
- Anna Karina: Sous le soleil exactement, Roller Girl
- Viktor Lazlo: Amour puissance six
- Michèle Mercier: La Fille qui fait tchic-ti-tchic
- Nána Múszhuri: Les Yeux pour pleurer
- Vanessa Paradis: Dis-lui toi que je t'aime, Tandem
- Stone: Buffalo Bill

A több mint 200 művész által előadott dalainak részletes listája megtalálható a francia Wikipédiában: Liste des chansons de Serge Gainsbourg

## Elismerései
- 1996: César-díj a legjobb filmzenének (posztumusz), Jean Becker Élisa című filmjének zenéjéért.
- 1965: Megnyerte az Eurovíziós Dalfesztivált a Poupée de cire, poupée de son (Viaszbaba, rongybaba) című dalával, amelyet a luxemburgi színekben induló France Gall énekelt el. 1990-ben a második helyen végzett a Joëlle Ursull (Franciaország) előadásában elhangzott White and Black Blues című dalával, 1967-ben pedig ötödik volt a Boum badaboum-mal, melyet Minouche Barelli (Monaco) énekelt.
- 1985: A kulturális minisztertől megkapta a "Dal Nagydíját" és a Művészetek és Irodalom Rendjének tiszti keresztjét.

## Idézetek
- Quand Gainsbarre se bourre, Gainsbourg se barre. (Szójáték: Amikor Gainsbarre beiszik, Gainsbourg eltűnik.)
- A csúnyaságra jobban buknak, mint a szépségre. Tartós.
- Trilógia az életem, mondhatjuk: egy Gitane-ból, alkoholizmusból és lányokból álló egyenlő szárú háromszög.

Lásd még: wikidézetek

## Egyéb
- A fiatal France Gall – állítása szerint – nem tudta, hogy az általa előadott „Les sucettes” (A nyalókák) című dalnak kétértelmű a szövege, és amikor elmagyarázták neki, teljesen felháborodott. A dal egy kislányról szól, aki nagyon szereti az ánizsos nyalókát – végül is egy kisgyerek számára tökéletesen ártatlan dalocska. Ugyanakkor egy másik olvasatban és előadásban a dal nem más, mint a fellatio leírása.
- A 60-as évek szexuális forradalmának termékét, a Je t'aime… moi non plus című dalt, Gainsbourg először Brigitte Bardot-val énekelte lemezre 1967-ben, azonban a színésznő – akkori férje, Gunter Sachs német fényképész nyomására – végül nem járult hozzá a kiadásához (a vele készült verzió csak 1986-ban láthatott napvilágot).
- Erős polémiát váltott ki "Lemon Incest" dalának videóklipje, amelyben a lepedővel félig takart Gainsbourg lányával, Charlotte-tal fekszik egy ágyban.
- A rasta-próféta Bob Marley feldühödött, amikor felfedezte, hogy feleségével, Ritával, Gainsbourg pornográfiába hajló szövegeket énekeltet.
- 1984 márciusában ismét "szentségtörést" követett el: televíziós élőadásban elégetett egy 500 frankos bankjegyet, tiltakozásul a súlyos adóterhek miatt.
- 1986 áprilisában a francia állami televízió élő adásában (Drucker Show) a részeg Gainsbourg a következő szavakkal fordult a fiatal Whitney Houston-hoz: "I want to fuck you". A műsorvezető előbb elkezdte magyarázni, hogy Gainsbourg valami mást akart mondani, majd amikor az megismételte szavait a meglepett énekesnőnek, a műsorvezető bocsánatot kéretett vele. (Lásd: Külső hivatkozások.)

## Fontosabb szerzeményei
Gainsbourg 576 dalt komponált, közülük a legismertebbek:
- "Aux armes et caetera"
- "Baby Pop"
- "Bonnie and Clyde"
- "Comment te dire adieu"
- "Couleur Café"
- "Elisa"
- "Hold Up"
- "Initials B.B."
- "Je t'aime… moi non plus"
- "La Gadoue"
- "La Javanaise"
- "Lemon Incest"
- "Les Incorruptibles"
- "Les Sucettes"
- "L'homme à Tête de Chou"
- "Lola Rastaquouere"
- "New York U.S.A."
- "Poupée de cire, poupée de son"
- "Sorry Angel"
- "Sea, Sex and Sun"
- "You're Under Arrest"

## Diszkográfia
- 1958: Du chant à la une!
- 1959: Serge Gainsbourg N°2
- 1961: L'Étonnant Serge Gainsbourg
- 1962: Serge Gainsbourg N° 4
- 1963: Gainsbourg Confidentiel
- 1964: Gainsbourg Percussions
- 1967: Anna
- 1967: Gainsbourg & Brigitte Bardot: Bonnie & Clyde
- 1968: Gainsbourg & Brigitte Bardot: Initials B.B.
- 1969: Jane Birkin & Serge Gainsbourg: Année érotique
- 1971: Histoire de Melody Nelson
- 1973: Vu de l'extérieur
- 1975: Rock around the bunker
- 1976: L'Homme à tête de chou
- 1979: Aux armes et cætera (benne a la Marseillaise reggae változatban)
- 1980: Enregistrement public au Théâtre Le Palace
- 1981: Mauvaises nouvelles des étoiles
- 1984: Love on the beat
- 1985: Serge Gainsbourg live (Casino de Paris)
- 1987: You're under arrest
- 1988: Le Zénith de Gainsbourg
- 1989: De Gainsbourg à Gainsbarre (Válogatás, 9 CD)
- 2001: Gainsbourg Forever (Teljes életmű)
- 2001: Le Cinéma de Gainsbourg (Válogatás, 3 CD)
- 2009: 1963 Théâtre Des Capucines (LP)

## Filmjei

### Rendezőként

#### Nagyjátékfilmek
- 1976: Szeretlek, én se téged (Je t'aime… moi non plus)
- 1983: Équateur
- 1990: Stan the Flasher

#### Rövidfilmek és videóklipek
- 1981: Le Physique et le figuré (rövidfilm)
- 1982: Marianne Faithfull (rövidfilm)
- 1982: Scarface (rövidfilm)
- 1984: Morgane de toi (Renaud videóklipje)
- 1985: Total (rövidfilm)
- 1985: Bubble gum (rövidfilm)
- 1985: Lemon Incest (Serge és Charlotte Gainsbourg, videóklipje)
- 1986: Tes yeux noirs (az Indochine együttes videóklipje)
- 1987: Springtime in Bourges
- 1987: Charlotte For Ever (Charlotte Gainsbourg videóklipje)
- 1990: Amours des feintes (Jane Birkin videóklipje)

### Színészként
- 1959: Akar velem táncolni?  (Voulez-vous danser avec moi?), rendező: Michel Boisrond
- 1961: La Rivolta degli schiavi, rendező: Nunzio Malasomma
- 1962: Sanson, rendező: Gianfranco Parolini
- 1962: En passant par Paris, rendező: François Chatel (tévéfilm)
- 1962: Passe-temps, rendező: François Chatel (tévéfilm)
- 1962: La furia di Ercole, rendező: Gianfranco Parolini
- 1963: Strip-tease, rendező: Jacques Poitrenaud
- 1963: L'Inconnue de Hong Kong, rendező: Jacques Poitrenaud
- 1963: Teuf-teuf, rendező: Georges Folgoas (tévéfilm)
- 1965: Des fleurs pour l’inspecteur, rendező: Raymond Pontarlier (tévéfilm)
- 1966: Estouffade à la Caraïbe, rendező: Jacques Besnard
- 1966: Le Jardinier d'Argenteuil, rendező: Jean-Paul Le Chanois
- 1966: Noël à Vaugirard, rendező: Janine Allaux (tévéfilm)
- 1967: Valmy, rendező: Jean Chérasse (tévéfilm)
- 1967: Vivre la nuit, rendező: Marcel Camus
- 1967: L'Inconnu de Shandigor, rendező: Jean-Louis Roy
- 1967: Ce sacré grand-père, rendező: Jacques Poitrenaud
- 1967: Vidocq, rendező: Marcel Bluwal (tévésorozat)
- 1967: Minden nő bolondul érte (Toutes folles de lui), rendező: Norbert Carbonnaux, zene: Serge Gainsbourg
- 1967: Anna, Pierre Koralnik zenés vígjátéka, zene és szöveg: Serge Gainsbourg
- 1967: Le lapin de Noël, rendező: Roland Topor (tévéfilm)
- 1968: A pasa (Le Pacha), rendező: Georges Lautner, zene: Serge Gainsbourg
- 1968: Erotissimo, rendező: Gérard Pirès
- 1968: Saint-Tropez prier pour eux (tévéfilm)
- 1968: Paris n'existe pas, rendező: Robert Benayoun
- 1968: Le prisonnier de Lagny, rendező: Jean Salvy (tévéfilm)
- 1969: Slogan, rendező: Pierre Grimblat
- 1969: Les Chemins de Katmandou, rendező: André Cayatte
- 1969: Mister Freedom, rendező: William Klein
- 1970: Cannabis, rendező: Pierre Koralnik
- 1971: 19 djevojaka i Morar, rendező: Milan Kosovac
- 1971: Le Voleur de chevaux, rendező: Abraham Polonsky
- 1971: Melody, rendező: Jean-Christophe Averty (tévéfilm)
- 1972: Trop jolies pour être honnêtes, rendező: Richard Balducci
- 1973: La Morte negli occhi del gatto, rendező: Anthony M. Dawson
- 1973: Le lever de rideau, rendező: Jean-Pierre Marchand (tévéjáték)
- 1974: La Dernière Violette, rendező: André Hardellet
- 1974: Bons baiser de Tarzan, rendező: Pierre Desfons (tévéfilm)
- 1975: Sérieux comme le plaisir, rendező: Robert Benayoun
- 1980: Szeretlek benneteket (Je vous aime), rendező: Claude Berri, zene: Serge Gainsbourg
- 1982: Serge Gainsbourg: Enquête sur une vie d'artiste, rendező: Pierre Desfons (tévéfilm)
- 1986: Gainsbourg… Casino de Paris, rendező: Claude Ventura (tévéfilm)
- 1986: Charlotte for Ever, rendező: Serge Gainsbourg
- 1990: Stan the Flasher, rendező: Serge Gainsbourg

### Zeneszerzőként
- 1960: L’Eau à la bouche, rendező: Jacques Doniol-Valcroze
- 1960: Les loups dans la bergerie, rendező: Hervé Bromberger
- 1962: La lettre dans un taxi, rendező: François Chatel (tévéfilm)
- 1963: Dix grammes d'arc-en-ciel, rendező: Robert Ménégoz
- 1963: Dans le vent, rendező: William Rozier
- 1963: Comment trouvez-vous ma soeur?, rendező: Michel Boisrond
- 1963: Strip-tease, rendező: Jacques Poitrenaud
- 1964: Les plus belles escroqueries du monde, rendező:Claude Chabrol, Jean-Luc Godard
- 1966: Éretlen szívek (Les coeurs verts), rendező:Édouard Luntz
- 1966: Carré de dames pour un as, rendező: Jacques Poitrenaud
- 1966: Le jardinier d'Argenteuil, rendező: Jean-Paul Le Chanois
- 1966: The Defector, rendező: Raoul Lévy
- 1967: Bardot különkiadás (Spécial Bardot), rendező. Eddy Matalon (tévéfilm)
- 1967: Si j’étais un espion, rendező: Bertrand Blier
- 1967: L’inconnu de Shandigor, rendező: Jean-Louis Roy
- 1967: L’Horizon, rendező: Jacques Rouffio
- 1967: Ce sacré grand-père, rendező: Jacques Poitrenaud
- 1967: Anatomie d’un mouvement, rendező: François Moreuil
- 1967: Vidocq, rendező: Marcel Bluwal (tévésorozat)
- 1967: Anna, Pierre Koralnik (tévéjáték)
- 1967: Minden nő bolondul érte (Toutes folles de lui), rendező: Norbert Carbonnaux
- 1967: L’une et l'autre, rendező: René Alliot
- 1968: A pasa (Le Pacha), rendező: Georges Lautner
- 1968: Paris n'existe pas, rendező: Robert Benayoun
- 1968: La naissance d'une chanson, rendező: Yves Lefebvre
- 1968: Mini-midi, rendező: Robert Freeman
- 1968: Manon 70, rendező: Jean Aurel
- 1969: Slogan, rendező: Pierre Grimblat
- 1969: Les Chemins de Katmandou, rendező: André Cayatte
- 1969: Une veuve en or, rendező: Michel Audiard
- 1969: A Boy Named Charlie Brown, rendező: Bill Melendez
- 1970: A ló (La horse), rendező: Pierre Granier-Deferre
- 1970: Piggies, rendező: Peter Zadek (tévéfilm)
- 1970: Cannabis, rendező: Pierre Koralnik
- 1970: Männer wir kommen!, rendező: Bob Rooyens
- 1971: 19 djevojaka i Morar, rendező: Milan Kosovac
- 1971: Le Voleur de chevaux, rendező: Abraham Polonsky
- 1971: Melody, rendező: Jean-Christophe Averty (tévéfilm)
- 1972: Trop jolies pour être honnêtes, rendező: Richard Balducci
- 1972: Sex-shop, rendező: Claude Berri (tévéfilm)
- 1973: La projection privée, rendező: François Leterrier
- 1974: La Dernière Violette, rendező: André Hardellet
- 1976: Szeretlek, én se téged (Je t'aime… moi non plus), rendező: Serge Gainsbourg
- 1977: Madame Claude, rendező: Just Jaeckin
- 1977: Vous n'aurez pas l'Alsace et la Lorraine, rendező: Coluche, Marc Monnet
- 1977: Good-bye, Emmanuelle, rendező: François Leterrier
- 1977: Aurais dû faire gaffe… le choc est terrible, rendező: Jean-Henri Meunier
- 1978: Thank God It's Friday, rendező: Robert Klane
- 1978: Bronzbarnák (Les bronzés), rendező: Patrice Leconte
- 1979: Melancholy Baby, rendező: Clarisse Gabus
- 1979: Tapage nocturne, rendező: Catherine Breillat
- 1980: Szeretlek benneteket (Je vous aime), rendező: Claude Berri
- 1981: Le Physique et le figuré, rendező: Serge Gainsbourg (rövidfilm)
- 1983: Équateur, rendező: Serge Gainsbourg
- 1984: Mode in France, rendező: William Klein
- 1986: Tenue de soirée, rendező: Bertrand Blier
- 1986: Charlotte for Ever, rendező: Serge Gainsbourg
- 1990: Stan the Flasher, rendező: Serge Gainsbourg

Gainsbourg dalait a mai napig felhasználják filmbetétként; így kaphatott az 1995-ben forgatott Élisa című film (rendező: Jean Becker) azonos című daláért posztumusz César-díjat.